# Max Friedländer (Mediziner)
Max Friedländer (* 16. September 1841 in Leipzig; † 5. April 1909 ebd.) war ein deutscher Mediziner und Hochschullehrer. Er hatte sich auf Innere Medizin spezialisiert und wurde insbesondere durch seine langjährigen Forschungen zum Gelenkrheumatismus bekannt.

## Leben und Wirken
Friedländer gehörte der jüdischen Religion an. Nach dem Schulbesuch in seiner Heimatstadt studierte er an den Universitäten Leipzig und Wien Medizin und promovierte 1864 in Leipzig zum Dr. med. Das Thema seiner Dissertation lautete Ueber den vermeintlichen Zuckergehalt des normalen Harns. Dabei arbeitete er eng mit Hugo Huppert zusammen, der Friedländers Versuche im psychologisch-chemischen Laboratorium in Leipzig anleitete.
Danach war Friedländer vier Jahre lang Assistent an der Medizinischen Klinik des Geheimen Rats Carl Reinhold August Wunderlich in Leipzig. Ab 1866 wirkte Friedländer als einer der wenigen jüdischen Privatdozenten an der Medizinischen Fakultät der Universität Leipzig. Er spezialisierte sich auf Innere Medizin und später außerdem auf Kinderkrankheiten und referierte auf medizinischen Kongressen und publizierte in Fachzeitschriften mehrfach darüber. Daneben betrieb er seit Ende der 1860er Jahre nach dem Vorbild von Wunderlich eine Privatpraxis. Es handelte sich um eine Dermatologische Poliklinik in einem Nebengebäude der Leipziger Universität. Außerdem gab er neben den Vorlesungen zur Inneren Medizin als Nichtspezialist psychiatrische Vorlesungen an der Universität.
1872 war er einer der Mitbeteiligten an der Organisation der 45. Versammlung deutscher Naturforscher und Ärzte in Leipzig und war Mitglied der Deutschen Gesellschaft für Innere Medizin.
Auf dem III. Kongress für Innere Medizin war er aufgefordert worden, für den nächsten Kongress in Wiesbaden ein Referat über die Ergebnisse seiner langjährigen Studien über Gelenkrheumatismus zu erarbeiten, das 1885 in Druck erschien. Dabei wies er insbesondere den fehlenden Wert der bislang angewandten Salicylsäure für den Zyklus der Krankheit nach. 1886 referierte er auf dem V. Kongress erneut zu diesem Thema mit dem Schwerpunkt auf den typischen Verlauf des akuten Gelenkrheumatismus. 1889 referierte er abermals auf dem Kongress für Innere Medizin in Wiesbaden, diesmal erneut zu seinem Forschungsthema Rheumatismus und Gelenkgicht.
Nach 42 Jahren gab er Ende 1907 aus Altersgründen seine Lehrtätigkeit in der Medizinischen Fakultät auf und schied aus dem Lehrkörper der Universität Leipzig aus.

## Familie
Friedländer heiratete Mary Rosalie Lippert-Dähne (* 1851; † 26. Oktober 1930). Deren Vater, der Mediziner Ludwig Lippert (1812–1872), hatte 1868 zusätzlich den Nachnamen seiner Frau Rosalie Dähne angenommen, woraufhin der Name Lippert-Dähne in seiner Familie weitergegeben wurde. Aus der Ehe ging die Tochter Ilse Friedländer hervor, die am 4. März 1871 geboren wurde und den Namen Ilse Lippert-Dähne-Friedländer annahm. Sie arbeitete als Gesangslehrerin in Leipzig und starb dort 1951. Ihr Nachlass befindet sich als Bestand 21805 Nachlass Lippert-Dähne-Friedländer im Sächsischen Staatsarchiv.
Max Friedländer und seine Frau wurden im Erbbegräbnis der Familie Lippert-Dähne in der VIII. Abteilung (Nr. 15) des Neuen Johannisfriedhofs beerdigt.

## Publikationen
- Ueber den vermeintlichen Zuckergehalt des normalen Harns (Inaugural-Dissertation). Universität Leipzig, 1864. Veröffentlicht in: Archiv der Heilkunde. Wigand, Leipzig, 6. Band, 1865, S. 97–117. (Digitalisat).
- Ueber den Zutritt der Cholera zu fieberhaften Krankheiten (Fieberkurve im Anhang). In: Archiv der Heilkunde. Wigand, Leipzig, 8. Band, 1867, S. 439–448. (Digitalisat).
- Ueber Rheumatismus. In: Verhandlungen des Congresses über Innere Medizin […], Wiesbaden, 1885, S. 403–460. (Digitalisat)
- Ueber den typischen Verlauf des acuten Gelenkrheumatismus. In: Verhandlungen des Congresses über Innere Medizin […], Wiesbaden, 1886, S. 381–404.
- Ueber Rheumatismus und Gelenkgicht. In: Verhandlungen des Congresses über Innere Medizin […], Wiesbaden, 1889.